# Cycas badensis
Cycas badensis é uma espécie de cicadófita do género Cycas da família Cycadaceae, nativa de Queensland, Austrália. Segundo dados de 2010, a população encontra-se estável.